# Lars Eric Mattsson
Lars Eric "Lasse" Matsson är en gitarrist, kompositör och musikproducent från Godby, Åland. Han är grundare till skivbolaget Lion Music och har spelat in mer än 33 album.

## Diskografi (i urval)[4]
- Eternity (1988)
- No Surrender (1989)
- Electric Voodoo (1991)
- Obsession (1998)
- Epicentre (2013)
- Into the unknown (2019)